# Kuujjuarapik
Kuujjuarapik jest najbardziej na południe wysuniętą inuicką wioską w Nunavik w północnym Quebecu (Kanada). Znajduje się w administracji regionalnej Kativik w regionie administracyjnym Nord-du-Québec. Nazwa oznacza „małą wielką rzekę”. Osada jest dostępna drogą lotniczą, a w niektórych miesiącach również drogą wodną.
Przyległa wioska Whapmagoostui jest zamieszkana przez około 800 mieszkańców, głównie Kri. Najbliższą wioską inuicką jest, odległa o 160 km w kierunku północno-zachodnim, Umiujaq. Inuici i Kri zamieszkiwali tereny nad Wielką Rzeką Wielorybią od dawna przy czym Inuici preferowali teren bezpośrednio przy wybrzeżu a Kri w głębi lądu.

## Historia

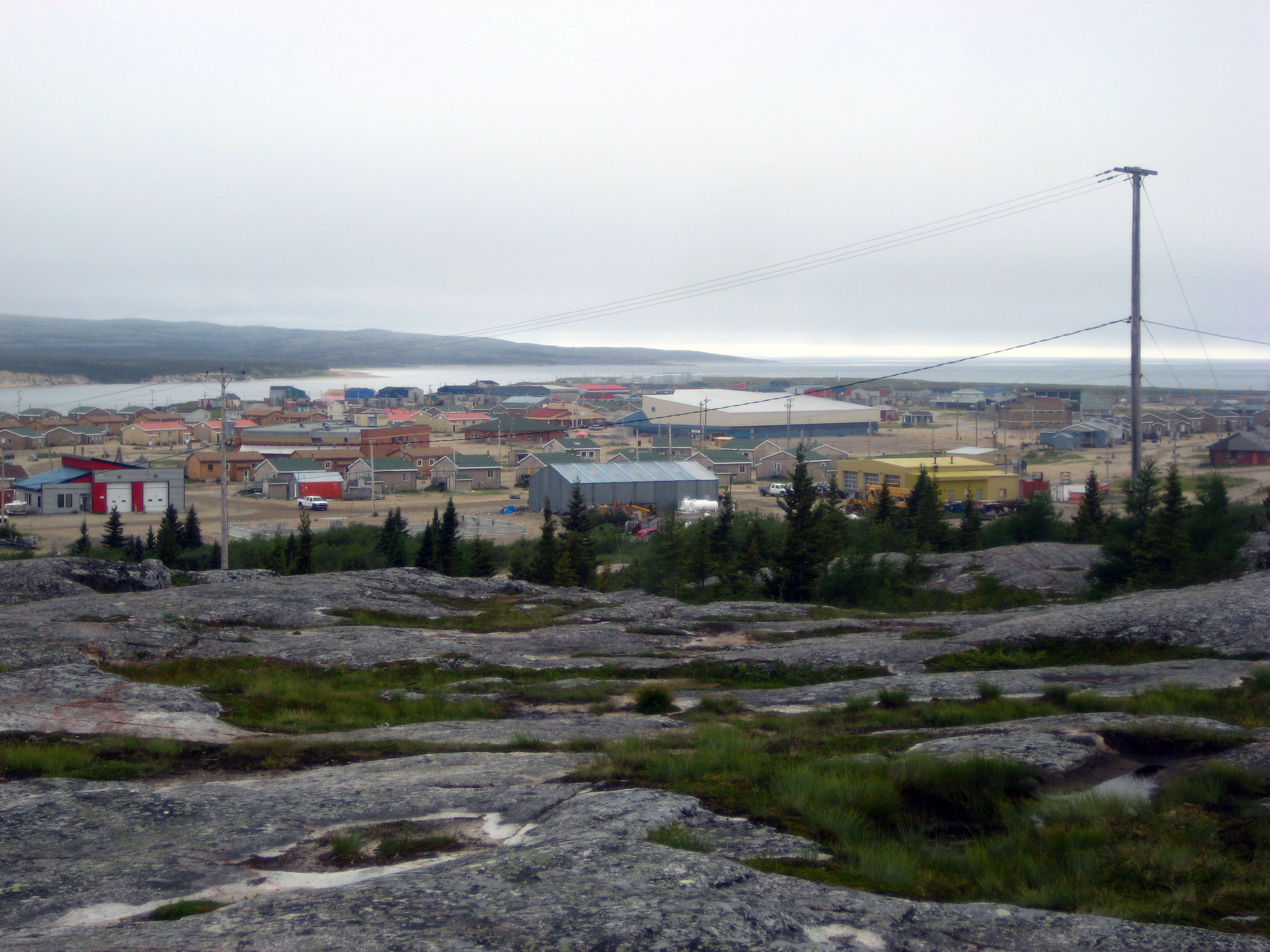
panorama Kuujjuarapik

W 1820 roku Kompania Zatoki Hudsona otworzyła faktorię handlową, znaną jako „Great Whale River House”, „Great Whale River” i „Great Whale”. Na mapach z 1851 i 1854 roku faktoria nosi nazwę „Whale River House” i „Whale House”. Misja katolicka powstała w latach osiemdziesiątych XIX wieku. W 1895 roku rząd federalny buduje stację meteorologiczną. Opieka medyczna i policja zostały zapoczątkowane w pierwszej połowie XX wieku. W tamtym czasie osada była zamieszkiwana tylko podczas letnich obozowisk.
W latach trzydziestych XX wieku Inuici porzucili nomadyczne życie na rzecz życia w wiosce. W 1940 roku armia amerykańska otworzyła bazę sił powietrznych wykorzystując jako robotników Inuitów i Kri. W 1941 roku placówka Kompanii Zatoki Hudsona została zamknięta. Po drugiej wojnie światowej, w 1948 roku, baza wojskowa została przekazana rządowi Kanady.
W ramach programu Mid-Canada Line, 1955 roku w osadzie zaczęła w działać stacja radarowa. Pomimo że była w użyciu tylko przez 10 lat, przyczyniła się do trwałego osiedlenia się Inuitów i powstania wioski.
W 1961 roku, gdy rząd Quebecu zdecydował nadać francuskie imiona miejscom na północy kraju, nazwa osady została zmieniona na Grande-Baleine, która to nazwa została zastąpiona rok później przez Post-de-la-Baleine. Kiedy wioska została formalnie zarejestrowana przybrała obecną nazwę, używaną od dłuższego czasu używaną przez Inuitów.
Obawiając się wpływu planowanych prac w związku z budową elektrowni wodnej, w 1982 roku przeprowadzono referendum, w którym większość Inuitów zdecydowała się przenieść do nowej wioski, Umiujaq, 160 km na północ. Duża część Inuitów przeniosła się tam w 1986 roku powodując znaczące mniejszenie liczebności osady.